# كتيبة المظليين إس إس 500

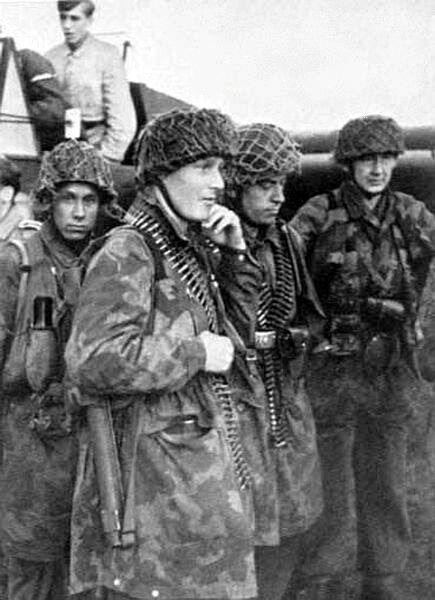
يستعد جنود الكتيبة لعملية

كتيبة المظليين إس إس 500 ( (بالألمانية: SS-Fallschirmjägerbataillon 500)‏ كانت وحدة مظليين تابعة لفافن إس إس. فكرة تشكيل وحدة مظليين داخل Waffen-SS يزعم أنها جاءت مباشرة من زعيم الرايخ إس إس هاينريش هيملر.

## التاسيس
من المفترض أن أدولف هتلر حصل على الفكرة في سبتمبر 1943، بعد عملية Eiche ("البلوط"). بدأت عملية Eiche في 12 سبتمبر وشملت غارة جوية على غران ساسو. تم التخطيط للعملية بواسطة كورت شتودنت. خلال هذه الغارة ، أطلقت مجموعة من المظليين الألمان سراح الدكتاتور الإيطالي المخلوع بينيتو موسوليني. شارك أوتو سكورزيني في الغارة بقيادة الديكتاتور الألماني أدولف هتلر. تضمنت الغارة هجومًا جريئًا على أساس عسكري على فندق كامبو إمبراتوري في غران ساسو وتمكن من إنقاذ موسوليني، حيث أطلق رصاصة واحدة فقط.

## الأدب
- Munoz، Anthonio J. Forgotten Legions: Combat Format Formations of the Waffen-SS . بولدر ، كولورادو: مطبعة بالادين ، 1991 ISBN   0-87364-646-0
- جيرزي وويديو: Desant na Drwar. الاثنين ، أأ O. 1965. ( polnische Monografie )
- Massimiliano Afiero، SS - Fallschirmjäger . The Battalion Parachutists SS ، Lupo Editorial، 2004، 96 pages